# ウルトラ・ダラー
ウルトラ・ダラーとは、外交ジャーナリスト・手嶋龍一の小説。新潮文庫（新潮社）より2007年12月1日付で発売された。
偽のアメリカ・ドル紙幣「ウルトラ・ダラー」出現を発端にした国際的な諜報戦、国際外交の暗闇など外交・インテリジェンスを題材とした小説であり、「日本初のインテリジェンス小説」とされる。

## あらすじ
1968年、東京の若き彫刻職人が失踪したことが全ての始まりだった。2002年、アイルランドのダブリンで新種の偽ドル札「ウルトラ・ダラー」が発見された。この偽札発見が欧州・アメリカ・アジアを巻き込んで行く・・・。

## 登場人物
スティーブン・ブラッドレー
イギリス人。イギリスの情報機関、秘密情報部（SIS、MI6）の要員。オックスフォード大学のコーパス・クリスティ・カレッジを卒業後に、SISに入った。ただし、入部の経緯から、諜報任務のみに従事する専業の要員ではなく、表の顔（アンダーカバー）はBBCラジオ部門東京特派員という肩書きで、実際に番組作成やレポートなどを手掛けている。日本語がきわめて堪能。また、浮世絵や競馬などに様々な分野に明るく、篠笛など趣味も多彩である。
マイケル・コリンズ
アメリカ人。オクラホマ州出身。合衆国財務省シークレット・サービスで特別捜査官として勤務し、偽札摘発にあたっている。「贋金ハンター」の異名を持つ。ハーバード大学在籍中にローズ奨学金を得て渡英し、オックスフォード大学のコーパス・クリスティ・カレッジに学び修士号を取得、その後はイェール大学のロー・スクールでも学んだという秀才。スティーブンとは、コーパス・クリスティ・カレッジの同窓生という間柄で、互いに何かとウマの合う親友である。
槙原 麻子（まきはら あさこ）
本作のヒロイン的存在。篠笛の師範で、多くの弟子を指導する傍ら、若手演奏者としてコンサートを開くなど活躍している。スティーブンとは初め師匠と弟子として出会ったが、のちに恋人になる。
サキ
スティーブンの日本での暮らしを支える老婦人。かつてスティーブンの父が、仕事の都合で香港と東京に家族共々住んでいた折、ブラッドレー家の暮らしを「お手伝いさん」として支えた人物。スティーブンは当時まだ小さな子供だったが、長じてBBC特派員として（さらにはSISの要員として）日本に赴任するにあたり、夫に先立たれて独り身だったサキに頼み込み、自宅に招いた。スティーブン宅に住み込み、食事など家事全般を取り仕切っている。
高遠 希恵（たかとお きえ）
外交・安全保障分野担当の内閣官房副長官。総理大臣官邸で外交・安全保障分野を担当している。外務官僚で、かつては条約局（現・国際法局）などに属していた経験がある。離婚歴があり（バツイチ）、息子が1人居る。
瀧澤 勲（たきざわ いさお）
外務省アジア大洋州局長。大阪出身で、イギリス贔屓（アングロファイル）である。
ケビン・ファラガー
アイルランド共和国軍（IRA）武闘派の「陰の領袖」と黙される人物であり、偽ドル紙幣流通のキーパーソンの1人。SISからは「レッド・フォックス」というコードネームで呼ばれている。この「ケビン・ファラガー」なる人物は、名前こそ架空であるが、作者の手嶋によれば、実在の人物であるショーン・ガーランドを描写したものだという。